# ليزا هوفمان
ليزا هوفمان (بالإنجليزية: Lisa Hoffman)‏ هي رائدة أعمال أمريكية، ولدت في 1 سبتمبر 1954 في لوس أنجلوس في الولايات المتحدة.

## وصلات خارجية
- الموقع الرسمي
- ليزا هوفمان على موقع IMDb (الإنجليزية)